# Roman Harper
Roman Harper (geboren am 11. Dezember 1982 in Prattville, Alabama) ist ein ehemaliger US-amerikanischer American-Football-Spieler auf der Position des Strong Safety. Er spielte College Football an der University of Alabama und wurde im NFL Draft 2006 in der zweiten Runde von den New Orleans Saints gedraftet. Mit den Saints gewann er 2009 Super Bowl XLIV und wurde zweimal in den Pro Bowl gewählt. Von 2014 bis 2015 spielte er bei den Carolina Panthers, mit denen er den Super Bowl 50 erreichen konnte, der allerdings gegen die Denver Broncos verloren ging.

## Karriere

### College
Harper ging in seinem Geburtsort Prattville zur High School und spielte dort als Quarterback, Safety und Return Specialist im Footballteam. In seiner Senior-Saison führte er seine Mannschaft zu einer Bilanz von neun Siegen und zwei Niederlagen und wurde zum Alabama-Mississippi All Star Game eingeladen.
Harper besuchte anschließend die University of Alabama, wo er für die Alabama Crimson Tide als Safety auflief. In seiner vierjährigen College-Karriere sammelte er 302 Tackles, fünf Interceptions, fünf erzwungene Fumbles und 3,5 Sacks. Als Senior wurde er ins All-Southeastern-Conference-Team gewählt.

### NFL

#### New Orleans Saints
Harper wurde im NFL Draft 2006 in der zweiten Runde von den New Orleans Saints ausgewählt. Als Rookie startete er in den ersten fünf Spielen, bevor er verletzungsbedingt für die restliche Saison ausfiel. In den nächsten Spielzeiten war er Stammspieler für die Saints und wurde 2009 zum ersten Mal in den Pro Bowl gewählt, als er zum Sieg im Super Bowl XLIV beitrug.  2010 folgte seine zweite Berufung in den Pro Bowl. Nach acht Jahren in New Orleans wurde er am 12. Februar 2014 entlassen.

#### Carolina Panthers
Harper unterschrieb am 15. März 2014 bei den Carolina Panthers und stand seitdem in jedem Spiel in der Startaufstellung. Am 17. Spieltag der Saison 2014 wurde er zum „NFC Defensive Player of the Week“ ernannt, als ihm gegen die Atlanta Falcons sechs Tackles und ein verteidigter Pass gelangen. Zudem konnte er eine Interception über 31 Yards für einen Touchdown zurücklaufen.
2015 war er Stammspieler in einer Panthers-Mannschaft, die mit 15 Siegen und nur einer Niederlage die beste Regular Season aller NFL-Teams spielte. Durch Erfolge über die Seattle Seahawks und Arizona Cardinals zog er mit seinem Team in Super Bowl 50 ein, wo sie jedoch den Denver Broncos mit 10:24 unterlagen.

#### Rückkehr zu den New Orleans Saints
Am 7. Juni 2016 wurde Harpers Rückkehr zu den Saints bekannt gegeben. Er soll als Backup für die jüngeren Safeties eingesetzt werden und durch seine Routine und seine Führungsqualitäten helfen, die Defense der Saints, in den letzten beiden Saisons die schlechteste der gesamten Liga, zu stabilisieren.